# Арістіцца Романеску
Арістіцца Романеску (рум. Aristizza Romanescu; 24 грудня 1854, Крайова — 4 червня 1918, Ясси) — румунська театральна актриса, педагог, професор декламації Бухарестської консерваторії драматичного мистецтва.

## Біографія

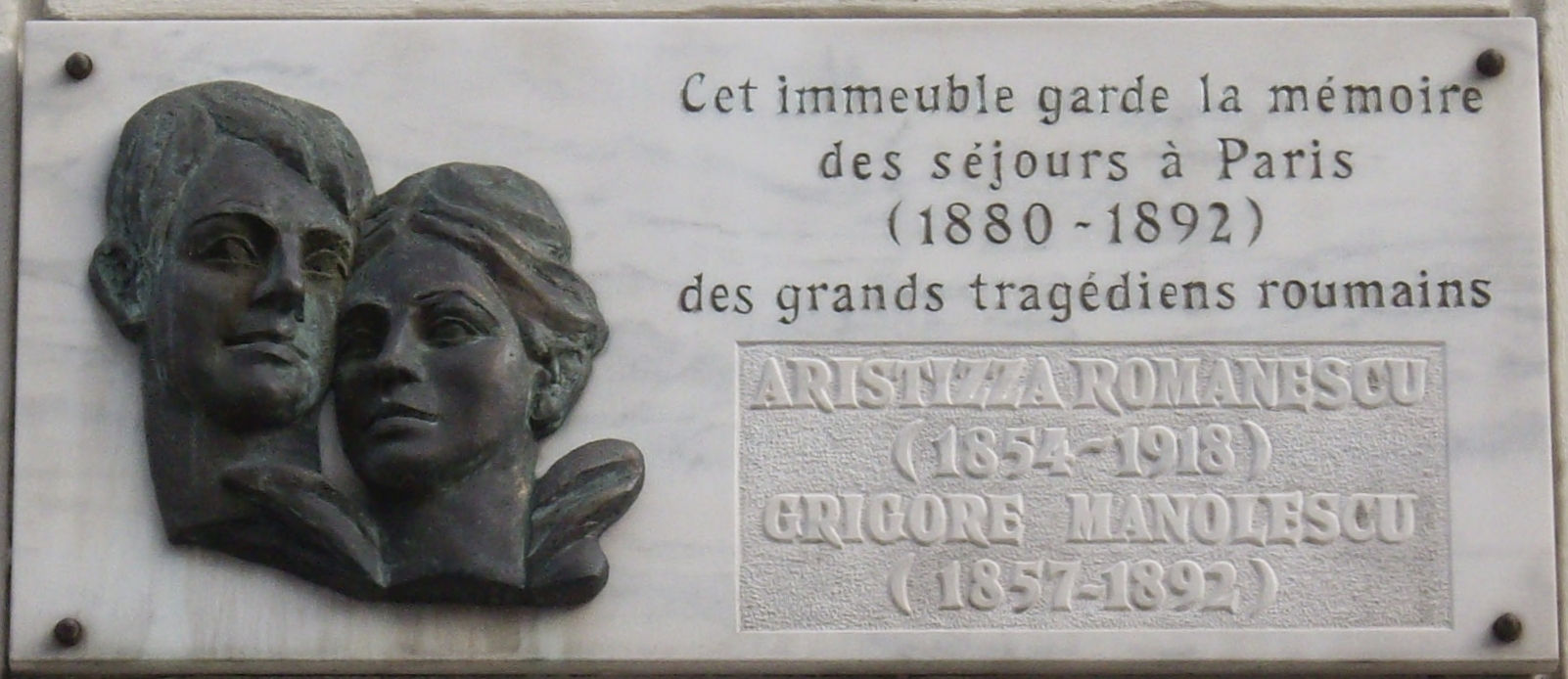
Меморіальна дошка, присвячена румунським акторам А. Романеску і Григору Манолеску в Парижі (4 rue Croix-des-Petits-Champs, Paris)

Народилася в сім'ї артистів. Була двоюрідною сестрою співачки Єлени Теодоріні. У 1872 році дебютувала на сцені Національного театру в м. Крайова. З 1877 року виступала в колективі «Товариства драматичних акторів», де виконувала ролі: Весталка («Переможений Рим» Ал. Паролі), Олена («Бояри і Чокон» В. Александрі), Спиридон («Бурхлива ніч» Й. Л. Караджале).
Загальне визнання отримала після виконання ролі Джети («Джерело Бландузії» В. Александрі). У 1891 році Арістіцца виступала у Відні, де з успіхом виконала ролі Офелії, Джульєтти в п'єсах Шекспіра; леді Мільфорд («Підступність і любов» Ф. Шиллера).
Володіла бурхливим сценічним темпераментом, досконалою пластикою, виразною мімікою, красивим голосом. Виконувала ролі від комедій до мелодрам і трагедій. Співала у водевілях.
Зіграла понад 300 ролей. Серед інших:
- Марія Стюарт («Марія Стюарт» Ф. Шиллера),
- Юлія («Овідій» Александрі),
- Відра («Резван і Відра» Б. Гашдеу),
- Зое («Втрачений лист» Й. Л. Караджале),
- Донья Соль, Маріон Делорм («Ернані» В. Гюго),
- Луїза («Луїза Міллер» Ф. Шиллера),
- Амалія («Розбійники») Ф. Шиллера) та ін..

У 1903 році А. Романеску залишила сцену. У 1893—1914 роках викладала в Бухарестській консерваторії. Серед її учениць: Л. Стурдза-Буландра, Ельвіра Попеску, Марія Філотті, С. Клучеру й інші.
У 1911 і 1912 роках брала участь у зйомках першого румунського фільму «Independenpena României» («Незалежність Румунії»), де зіграла роль медсестри Червоного Хреста.
Померла в злиднях.